# Charles Sébline
 (juillet 2023).
Si vous disposez d'ouvrages ou d'articles de référence ou si vous connaissez des sites web de qualité traitant du thème abordé ici, merci de compléter l'article en donnant les références utiles à sa vérifiabilité et en les liant à la section « Notes et références ».
Charles Sébline né à Saint-Pellerin dans la Manche le 8 juin 1846 et décédé le 10 février 1917 à Aulnoye dans le Nord, est un haut fonctionnaire et homme politique français, préfet et sénateur.

## Biographie
Charles Sébline est né dans une famille d'agriculteurs. Il est élevé par son oncle, l'abbé Sébline. Il fréquente le lycée impérial de Coutances puis le lycée Saint-Louis de Paris. Il devient secrétaire de Léonor-Joseph Havin (directeur du journal Le Siècle).
En septembre 1870, à la chute de l'Empire, il devient secrétaire général de la préfecture de la Manche puis de l'Aisne. Il s'y marie avec Valentine Thery, fille d'agriculteurs tout comme lui, et se trouve par son mariage à la tête d'une exploitation de 300 hectares et d'une sucrerie. Il entame ensuite une carrière préfectorale et devient successivement préfet des Pyrénées-Orientales (1876), Préfet de Vaucluse (1877) et en 1877 préfet de l'Aisne ; où il le reste jusqu'en 1886.
En 1886, Charles Sébline est élu sénateur de l'Aisne et le reste jusqu'en 1917. Bien que tenaillé par une douloureuse infirmité qui ne lui permettait pas de grimper à la tribune du Sénat, Charles Sébline est un sénateur chevronné qui intervient toujours de sa place.
Il siège à la Commission des Douanes, dont il est vice-président en 1896-1897 et président en 1900. Il milite pour le protectionnisme, au Sénat et à l'Association de l'industrie et de l'agriculture françaises, qu'il préside lorsque Jules Méline devient président du Conseil. 
En 1891, il est secrétaire provisoire du Sénat.
En 1894, souffrant de son infirmité, il renonce au secrétariat du Sénat.
En 1905, il vote contre la loi de séparation des églises et de l'État.
Dès le début de la Première Guerre mondiale, Charles Sébline donne la dimension de sa rigueur morale et de son honnêteté intellectuelle. Il considère que sa place est au milieu des siens, et reste à Montescourt-Lizerolles (Aisne) dont il est le maire. Rapidement, l'occupant allemand le relève de toute autorité et le dépossède de sa propre maison familiale, où sa présence est seulement tolérée, il y vit dans des conditions indignes. Le 10 février 1917, l'armée allemande dynamite la maison de Charles Sébline et le conduit en gare d'Aulnoye (Nord) afin de le déporter. Souffrant de son infirmité, affaibli par la fatigue et le froid, il y décède.
Le Sénat n'apprend son décès que plusieurs semaines après.

## Distinctions
- Officier de la Légion d'honneur (1882)
- Officier de l'Instruction publique
- Officier de l'ordre du Mérite agricole
- Commandeur de l'ordre de la Couronne d'Italie

Charles Sébline était officier de la Légion d'honneur, officier de l'Instruction publique et du mérite agricole et commandeur de la Couronne d'Italie.

## Hommages
À l'unanimité, sur la proposition d'Ernest Monis, le Sénat décide, pour rendre hommage à Charles Sébline, que son buste, exécuté par le sculpteur Henri Désiré Gauquié, soit érigé dans la galerie de la salle des séances. Deux autres bustes lui ont été érigés, l'un au conseil général de l'Aisne et l'autre à Carentan.